# NGC 637
Az NGC 637 egy nyílthalmaz a Cassiopeia csillagképben.

## Felfedezése
A nyílthalmazt William Herschel fedezte fel 1787-ben.

## Tudományos adatok
A halmaz Trumpler-osztálya I 2 m.
Kicsi halmaz nem sok csillaggal. 8-10 fényesebb, vöröses fényű csillag alkotja, de ezek mögött felfedezhetünk azért sok kicsi halvány csillagot is.

## Megfigyelési lehetőség
Érdekessége egy kettőscsillag, amit az amatőr megfigyelők egy Orion-űrhajó sziluettjének írtak le.